# Protocolo (seguridad)
Un protocolo de Seguridad es una normativa que fija pautas de actuación para unificar criterios en materia políticas de seguridad.
El mismo debe estar consensuado entre los distintos actores intervinientes (fuerzas de seguridad, fuerzas policiales, ministerios de justicia y de seguridad, otros actores) y permiten, en el momento de aplicarse, resolver situaciones de forma más eficientes.
Los protocolos deben ser realizados por personal con conocimiento en seguridad y en la materia específica, a la vez que se deben considerar los diversos impactos en su accionar.

## Protocolos en Seguridad Pública
La utilización de protocolos en la seguridad pública son de utilidad para mantener criterios de trabajo y así evitar desacuerdos o conflictos innecesarios.
A continuación se citan algunos protocolos:
- Protocolo de Actuación de las Fuerzas Policiales y de Seguridad Federales para los Delitos cometidos en Flagrancia[1]
- Protocolo de Actuación frente a caso de personas desaparecidas y extraviadas[2]
- Protocolo de Actuación para la protección del Patrimonio Arqueológico y Paleontológico[3][4]

## Uso de protocolos
El uso de los protocolos de actuación en seguridad se aplican en las diversas actividades propia de la disciplina. Así pues por ejemplo cada área propia de la seguridad cuenta con sus protocolos tal el caso de Seguridad e Higiene o, barridos electrónicos, 27 de marzo de 2019, El Telégrafo.
También los protocolos de actuación definen lineamientos políticos, aunque no deben alejarse de los saberes técnicos.
En muchas ocasiones ante incidentes los protocolos son revisados y replanteados aplicando conceptos de mejora continua.